# 鲍尔蒂克 (南达科他州)
鲍尔蒂克（英語：Baltic），是美国南达科他州下属的一座城市。根据2010年美国人口普查，该市有人口1,104人。论人口在本州排行第59。